# Kordian Tarasiewicz

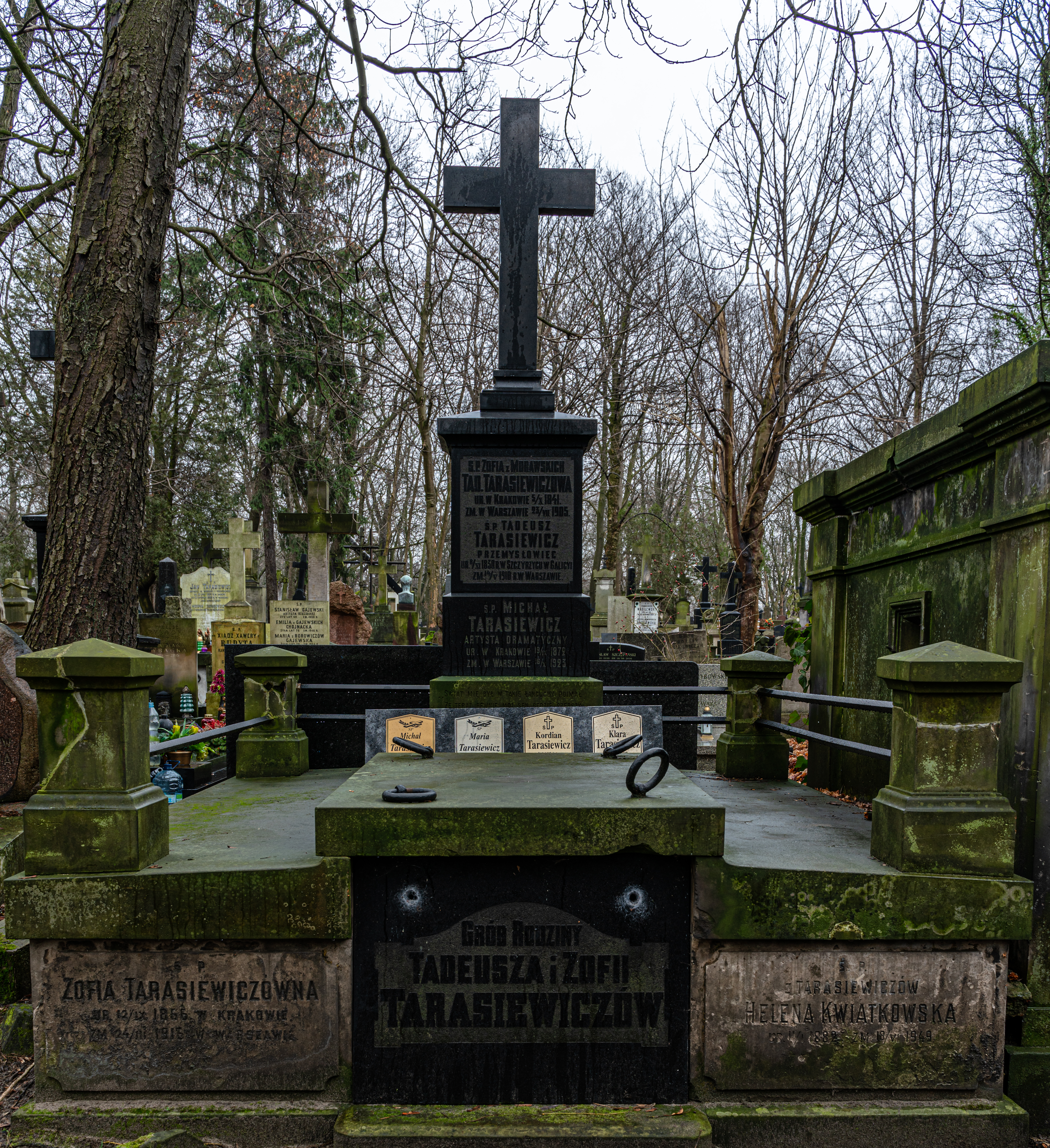
Grób Kordiana Tarasiewicza na cmentarzu Powązkowskim

Kordian Feliks Tarasiewicz (ur. 19 listopada 1910 w Warszawie, zm. 16 grudnia 2013 tamże) – polski przedsiębiorca.

## Życiorys
Urodził się 19 listopada 1910 w Warszawie, w rodzinie aktora Michała Tarasiewicza i Janiny z Marcinkowskich. W latach 1920–1929 uczył się w Szkole Ziemi Mazowieckiej, następnie studiował w Szkole Głównej Handlowej. Członek korporacji studenckiej Jagiellonia.
Od roku 1930 pracował w rodzinnej spółce Pluton, którą założył jego dziadek – Tadeusz Tarasiewicz. W 1934 został następcą dyrektora przedsiębiorstwa. W 1939 przedsiębiorstwo miało 31 sklepów mieszczących się w Warszawie, Łodzi, Poznaniu, Lwowie, Gdyni i Lublinie. W 1939 został członkiem zarządu Zrzeszenia Importerów Kawy i Herbaty RP.
Spółka Pluton ucierpiała wskutek wybuchu wojny. Okupanci niemieccy zabronili sprzedaży kawy. Aby przetrwać, przedsiębiorstwo założyło kawiarnię „Fregata” przy ul. Mazowieckiej. Po wojnie Tarasiewicz objął zarząd nad Palarnią Kawy we Wrzeszczu. W 1950 spółka Pluton została doprowadzona przez komunistyczne władze do upadłości.
W latach powojennych pełnił wiele funkcji zawodowych i społecznych. Od 1960 przez wiele lat pełnił funkcję dyrektora i członka Zarządu, a następnie Przewodniczącego Rady Nadzorczej CWU Libella Spółka z o.o., która finansowała ruch „Znak” oraz Klub Inteligencji Katolickiej. Był także prezesem Ogólnopolskiego Związku Hurtowników Spożywczych, członkiem zarządu Zrzeszenia Importerów i Eksporterów RP, prezesem Izby Przemysłowo-Handlowej w Warszawie. Działał w Polskim Związku Tenisowym, Społecznym Komitecie Opieki nad Starymi Powązkami im. Jerzego Waldorffa.
Od 13 października 1934 był mężem Marii Panasewicz.
Zmarł 16 grudnia 2013 w Warszawie. Pochowany 23 grudnia 2013 na cmentarzu Powązkowskim.

## Ordery i odznaczenia
- Krzyż Kawalerski Orderu Odrodzenia Polski (pośmiertnie, 17 grudnia 2013)[3]
- Złoty Krzyż Zasługi (24 października 2006)[4]
- Odznaka honorowa „Zasłużony dla Kultury Polskiej”[2]
- Odznaka „Zasłużony Działacz Kultury”[5]
- Order Prymasowski „Populoque servitium praestanti” (25 marca 2004)[5][6]

## Publikacje
- Kawa po warszawsku. Dzieje firmy Pluton
- Kawa i herbata na ziemiach polskich. Handel, konsumpcja, obyczaje
- Dzieje domu przy ulicy Grzybowskiej 37 w Warszawie
- Cały wiek w Warszawie, VEDA 2005
- Przygody z kawą i herbatą, VEDA 2001
- Opowieści tenisowe z myszką
- Z historii tenisa w Polsce
- Zwycięskie meczbole